# Säbel

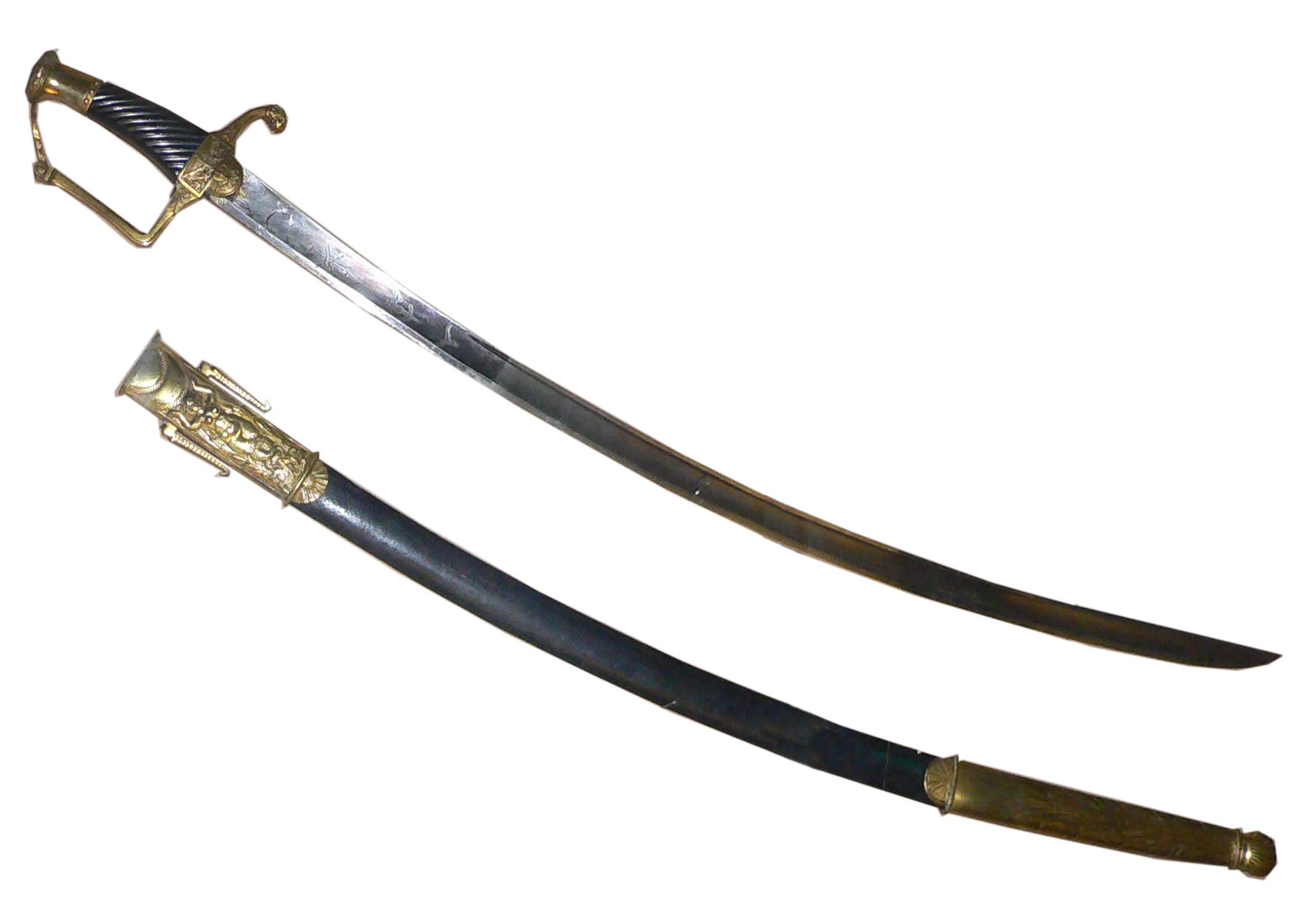
Französischer Marineoffizierssäbel aus dem 19. Jahrhundert

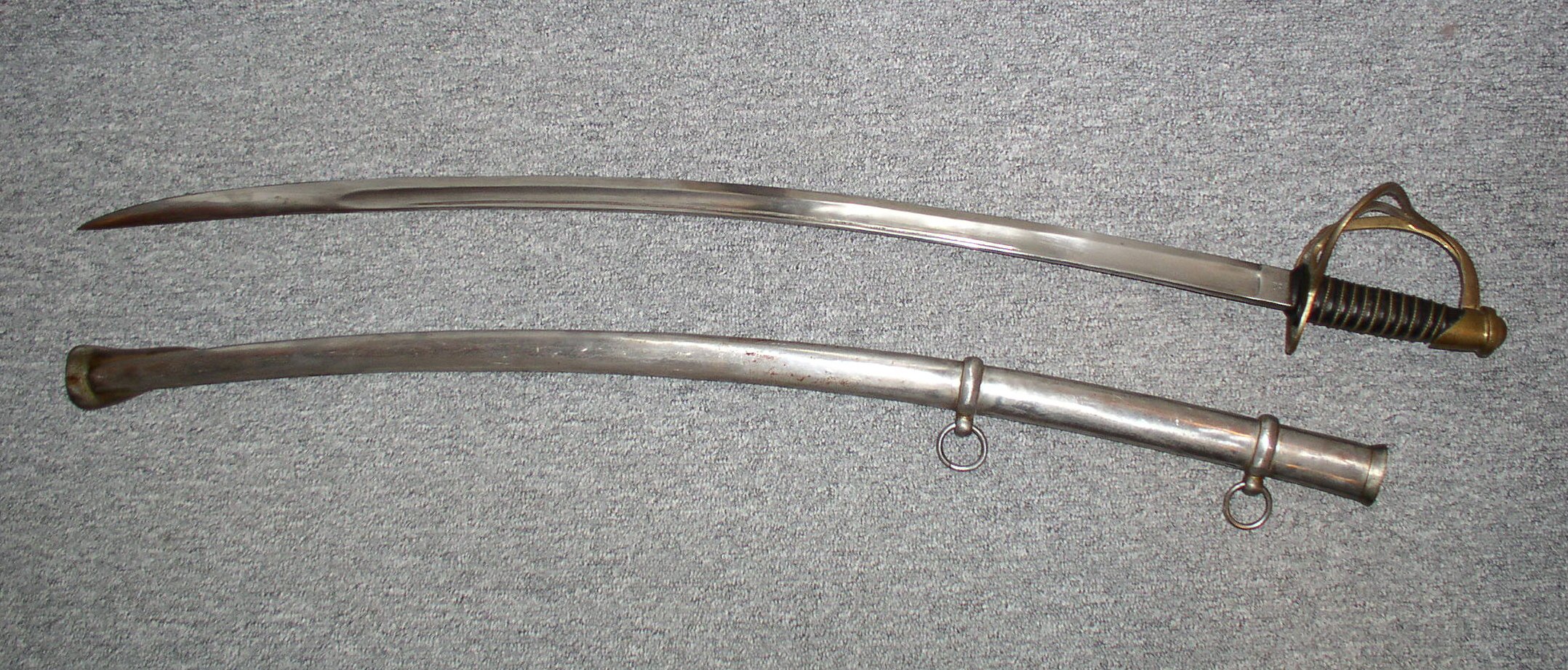
US-Kavallerie-Säbel mit Scheide, 1862 von Ames Manufacturing Co.

Der Säbel ist eine leichte Hieb- und Stichwaffe. Der klassische Säbel war gekrümmt und nur einseitig geschliffen. Er war die typische Waffe leichter Kavallerie, wie etwa der Husaren.
Die beim Sportfechten verwendeten Säbel haben mit den historischen Kriegswaffen wenig mehr als den Namen gemeinsam.

## Wortherkunft
Die Herkunft des Wortes Säbel und verwandter Bezeichnungen in anderen europäischen Sprachen (italienisch sciabola, spanisch sable, französisch und englisch sabre) ist nicht geklärt. In das Deutsche wurde das Wort aus einer Sprache eines mitteleuropäischen Nachbarlandes entlehnt, wahrscheinlich aus dem Ungarischen (szablya). Dialektale Varianten im Deutschen mit postalveolarem Anlaut (so etwa Schabel) legen jedoch nahe, dass das Wort in anderen Regionen vielmehr aus dem Polnischen (szabla) übernommen wurde. Russisch сабля und Tschechisch šavle sind offenbar recht junge Entlehnungen entweder aus dem Polnischen oder Deutschen.
Über die weitere Etymologie herrscht Unklarheit. Gegen die Annahme, dass es sich um ein urungarisches Wort (zu szabni, „schneiden“) handele, wurden verschiedene slawische (sabl, „Hahn“), türkische (sap „Griff, Schaft“) und semitische (aramäisch sajpa, „Schwert“) Wurzeln angeführt. Eine jüngere Untersuchung von Marek Stachowski sieht den Ursprung des Wortes in einem tungusischen seleme (zu sele, „Eisen“ + Denominativsuffix -me; so etwa in Mandschurisch seleme, „Dolch“). Dieses Etymon habe sich als Wanderwort möglicherweise über die Horden der Awaren ins Ungarische und Slawische und so in die weiteren europäischen Sprachen verbreitet.

## Militärischer Säbel

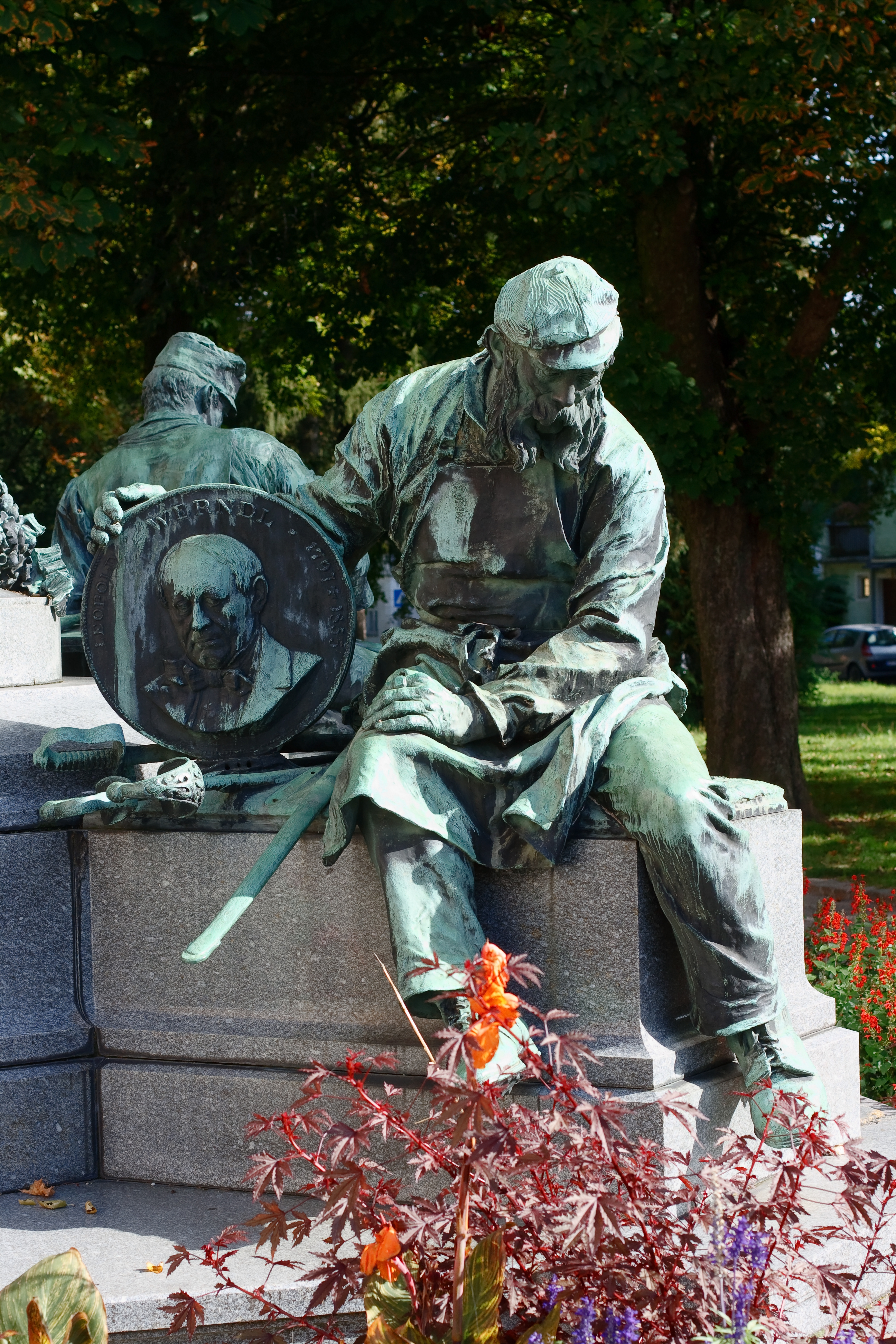
Bronzefigur eines Säbelmachers (Teil des Werndl-Denkmals in Steyr, 1894)

Der militärische Säbel hat eine Klinge, die nur an einer Seite geschliffen ist. In vielen Fällen ist aber auch der Klingenrücken auf den ersten 10–30 cm von der Spitze an geschärft (Rückenschneide), um beim Rückhandschlag Wirkung zu erzielen und die Stoßeigenschaften zu verbessern. In wenigen Fällen wurde in diese Schneide ein Dreieck geschliffen, der Zweck ist unklar.
Eine Theorie ist eine zusätzliche Reißwirkung, dabei ist die Gefahr des Verhakens mit Verlust der Waffe allerdings groß. Nach einer anderen, wahrscheinlicheren Theorie dient das Dreieck dazu, am Boden liegende Gegenstände aufheben zu können, ohne absitzen zu müssen.
Die Klinge ist je nach Vorliebe des Besitzers verschieden stark gekrümmt (siehe unten). Säbel wurden primär von der leichten Kavallerie verwendet; leichtere Modelle kamen gegen Ende des 17. Jahrhunderts (z. B. bayerische Grenadiere unter Maximilian II. Emanuel) auch bei der Infanterie in Mode. Doch schon bald gingen viele Armeen dazu über, wieder nur noch das Bajonett zu verwenden. Die kurzen Infanteriesäbel blieben aber bei den Grenadieren, in manchen Staaten, z. B. in Preußen, auch generell als Statussymbole in Gebrauch. Außerdem wurden von den Offizieren der Tirailleure bald längere, feinere Säbel getragen, während die restlichen Offiziere meist beim Degen blieben.
Der Säbel kommt ursprünglich aus dem indo-persischen Raum und wurde im ersten Jahrtausend vor allem in Asien und Nordafrika, aber auch in Osteuropa eingesetzt. Zum Durchschlagen von Rüstungen sind gekrümmte Klingen zwar schlechter geeignet als die geraden Schneiden eines Schwertes, doch wurden bis zum Hochmittelalter generell ohnehin nur relativ leichte Rüstungen verwendet. Durch die Krümmung der Klinge entstanden deutlich größere Wunden als bei geraden Klingen – vorausgesetzt, man hatte genügend Übung, ansonsten richtete man meist kaum Schaden an. Außerdem war es bei einem entsprechend gekrümmten Säbel egal, wenn man den Gegner mit dem Mittelteil der Klinge traf; mit geraden Schwertern oder Degen sollte man ihn hingegen mit dem vorderen Teil treffen, um genügend Schaden anzurichten. Deshalb ist eine lange, gerade Klinge im Handgemenge auf engstem Raum – zumindest für den Durchschnittskämpfer – eher hinderlich. In Westeuropa war die Bedeutung des Säbels zunächst gering; das änderte sich aber, als zu Beginn des Dreißigjährigen Krieges von der kroatischen Reiterei sowie während des 18. Jahrhunderts von Husaren Säbel im größeren Stil eingesetzt wurden.
Je nach Krümmung (Pfeilhöhe) der Klinge ist der Säbel auch als Stichwaffe geeignet; mit zunehmender Krümmung (größere Pfeilhöhe) dann nur noch als Hiebwaffe, wobei der Stich gegenüber dem Hieb einen deutlichen Reichweite- und vor allem Genauigkeitsvorteil hat. Zwar lassen sich nicht so große, dafür aber meist tiefere Wunden erzeugen.
Der Säbel wurde vor allem von der leichten Kavallerie (Ulanen, Husaren, Kosaken) verwendet; Hauptaufgabe dieser Truppenteile war Aufklärung und schnelle Überfälle auf den Nachschub. Die schweren Kavalleristen, die Kürassiere und meist auch die Dragoner, waren mit dem schweren Säbel, dem Pallasch, bewaffnet.
Der klassische orientalische Säbel (Scimitar) ist stark gekrümmt und sehr breit und daher als Stichwaffe eher ungeeignet. Die typische Säbelform mit Verbreiterung zur Spitze hin ist im muslimischen Raum allerdings allen Klischees zum Trotz erstmals, und zwar in sehr zaghafter Ausführung, im späten 13. Jahrhundert nachzuweisen. Zu nennenswerter Verbreitung scheint sie erst in osmanischer Zeit im Laufe des 14. Jahrhunderts gelangt zu sein. Die in den muslimisch beherrschten Gebieten zuvor verbreitete Säbelform war im Gegenteil eher zur Spitze hin verjüngend konstruiert, hatte keine Rückenschneide und in der Regel keinen Knauf.
Schmaler und zum Stechen besser geeignet waren die Schaschka der Kosaken; diese weisen außerdem ein besonders einfaches Gefäß (= Griff) auf. Im 18. Jahrhundert ging man auch in Europa zu etwas schmaleren Klingen über; im 19. Jahrhundert tauchten leichter gekrümmte Modelle auf, die später auch von vielen schweren Kavallerieeinheiten eingesetzt wurden.
Der Handschutz kann stark variieren, vom Korb, der die Hand komplett umschließt, über einfache Bügel bis zur ursprünglichen, rudimentären Parierstange (wie der klassische Scimitar). Die Länge liegt meist zwischen 70 und 100 cm, das Gewicht reicht von 700 bis 1400 g.
Bei verschiedenen Armeen werden Säbel heute noch zu repräsentativen Anlässen getragen. Bei der Wehrmacht gab es eine Auswahl von ausländischen Säbeln, die manchmal an deren Soldaten ausgegeben wurden. Siehe dazu die Liste von Säbeln gemäß den Kennblättern fremden Geräts D 50/1.

## Akademischer Säbel

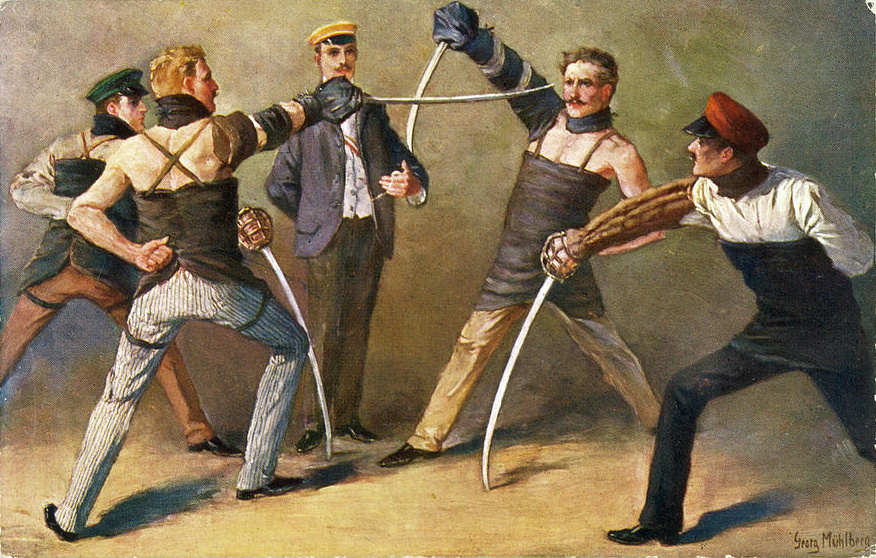
Georg Mühlberg: Studentisches Säbelduell um 1900

Der akademische Säbel ist neben Korbschläger und Glockenschläger eine der drei studentischen Fechtwaffen. Er unterscheidet sich vom Korbschläger in der Klinge und im Korb. Die Säbelklinge ist schwerer, gebogen und besitzt eine Hohlkehle. Der Korb besitzt am Hiebblatt einen Klingenfänger. Bei Zweikämpfen wurde der Korb teils mit Seidenstoff umwickelt, um zu verhindern, dass die Klinge schartig geschlagen werden konnte und so schwerere Verletzungen hätte hervorrufen können. Der akademische Säbel ist eine Duellwaffe und wird daher heute in Deutschland (offiziell) nicht mehr verwendet. In Österreich wird zuweilen noch auf Säbel eingepaukt.
Die Entstehung des studentischen Säbels geht auf die Mitte des 19. Jahrhunderts zurück. In dieser Zeit entwickelte sich das studentische Fechten mit dem Korb- bzw. Glockenschläger weg vom Duell hin zur Mensur im heutigen Sinne. Für die Austragung von Ehrenstreitigkeiten wurde dann ab den 1840er Jahren aus dem militärischen Säbel der studentische Säbel entwickelt, der bis in die Zeit des Dritten Reichs in Gebrauch war.
In der Zeit des Deutschen Kaiserreichs und in der Zwischenkriegszeit waren Säbelpartien unter Waffenstudenten weit verbreitet, wenn eine Beleidigung als so schwerwiegend erachtet wurde, dass eine Schläger-Contrahage als nicht ausreichend erachtet wurde; oder wenn zumindest einer der beteiligten Kontrahenten einer Korporation angehörte, die das Schlägerfechten nicht praktizierte, aber Satisfaktion auf Säbel gab (z. B. Korporationen des ATB, SV, VVDSt, DWV). So fochten etwa Otto Hahn, Fritz Hellwig, Egon Erwin Kisch und Georg Mayer als Studenten Säbelpartien aus.
Nach der Gleichschaltung der schlagenden Studentenverbindungen durch die Nationalsozialisten wurde auch das studentische Duell mit Säbel oder Pistole wiederholt ausdrücklich verboten, zuletzt durch persönlichen Befehl Adolf Hitlers im Jahre 1940. Nach Wiedergründung der studentischen Verbände in den 1950er Jahren kam auch die Diskussion über die Gesetzmäßigkeit des studentischen Fechtens auf die Tagesordnung (siehe dazu: Göttinger Mensurenprozess). Daraufhin bestätigten Vertreter der maßgebenden Verbände schlagender studentischer Verbindungen bei einem Treffen mit Bundespräsident Theodor Heuss, dass in deutschen Studentenverbindungen Ehrenstreitigkeiten nicht mehr mit der Waffe ausgetragen werden würden.
Auch in der Schweiz und in Österreich wurde das studentische Fechten gepflegt und werden noch heute Mensuren mit Korbschläger ausgetragen. In der Schweiz waren Säbel und Pistole noch bis in die zweite Hälfte des 20. Jahrhunderts Bestandteil des Reglements des Schweizerischen Waffenrings. In der Praxis kamen sie aber nicht mehr zur Anwendung.

## Säbel im Sportfechten

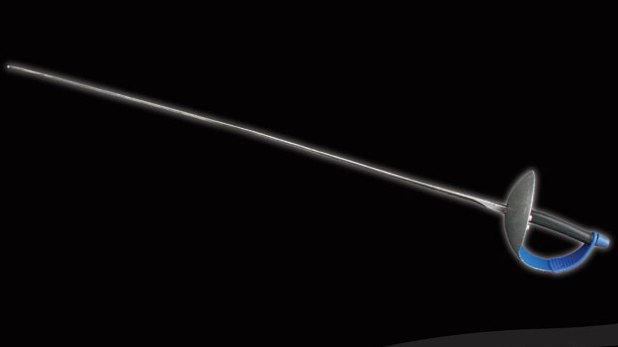
Säbel für das Sportfechten

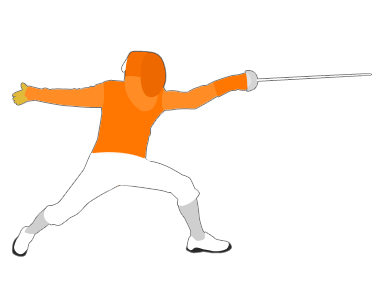
Trefferfläche beim Säbel

Der Säbel für das Sportfechten ist höchstens 105 cm lang. Er darf maximal 500 Gramm wiegen, ist aber meistens erheblich leichter. Er hat eine meist persönlich gebogene Klinge mit angedeuteter (stumpfer) Vorschneide. Der Säbel hat eine Glocke, welche die Handfläche schützt. Anders als beim Degen und beim Florett hat er einen Bügel, der die Hand gegen Hiebe schützt. Außerdem unterscheidet sich auch der Griff des Säbels von dem des Floretts und des Degens; er hat keine Vertiefungen für die Finger.
Trefferfläche ist der gesamte Oberkörper inkl. Kopf und Arm, aber ohne Hand, wobei im Gegensatz zum Florett der Schritt ausgeklammert ist. Ferner zählen auch Hiebe als Treffer. Das Säbelfechten ist in der Regel schneller als das Florettfechten. Wie beim Florett gibt es ein Angriffsrecht. Die Elektronische Trefferanzeige wurde beim Säbelfechten 1988 eingeführt. Eine Berührung der Säbelklinge mit der gegnerischen E-Weste, E-Maske oder dem gegnerischen E-Handschuh schließt einen Stromkreis, der einen gültigen Treffer anzeigt. Ungültige Treffer werden im Säbelfechten nicht angezeigt.